# Mario & Luigi: Dream Team Bros.
Mario & Luigi: Dream Team Bros. (jap.: マリオ&ルイージRPG4 ドリームアドベンチャー, Hepburn: Mario ando Ruīji Aru Pī Jī Fō: Dorīmu Adobenchā, außerhalb Europas und Australiens als Mario & Luigi: Dream Team bekannt) ist ein Rollencomputerspiel, das von AlphaDream entwickelt und von Nintendo exklusiv für den Nintendo 3DS veröffentlicht wurde. Es ist das vierte Spiel der Mario-&-Luigi-Reihe, der Nachfolger von Mario & Luigi: Abenteuer Bowser und der Vorgänger von Mario & Luigi: Paper Jam Bros. Das Spiel wurde am 14. Februar 2013 im Rahmen einer Nintendo Direct vorgestellt und am 12. Juli 2013 in Europa, am 13. Juli 2013 in Australien, am 18. Juli 2013 in Japan und am 11. August 2013 in Nordamerika veröffentlicht.

## Handlung
Im Spiel werden Mario, Luigi, Toadsworth, Prinzessin Peach und ein paar Toads auf die geheimnisvolle Insel „La Dormita“ eingeladen. Der Verwalter der Insel, der geheimnisvolle „Dr. Schlummermehr“, ist bei deren Ankunft auf La Dormita jedoch abwesend. Doch der Aufenthalt wird alles andere als entspannend, da Peach von Antasma, dem finsteren Fledermaus-König, der in diesem Spiel sein Debüt feiert, in die Traumwelt entführt wird. Nun müssen Mario und Luigi mithilfe der Traumkissen in die Traumwelt reisen, um Peach zu retten. Dies wird allerdings etwas schwierig, denn Mario und Luigi müssen oft zwischen Wachwelt und Traumwelt hin und her wechseln. Die Traumkissen bestehen aus dem versteinerten Volk der Kisse, welches die Insel vor langer Zeit bewohnte, als diese noch unter der Herrschaft des Kissenkönigreichs war. Doch dieses ging vor vielen Jahren unter, da die Kisse  durch Antasma versteinert wurden, denn dieser zerbrach den Finsterstein, als die Kisse ihn in der Traumwelt einsperrten. Die Splitter des Finstersteins, die sogenannten „Albtraumsplitter“ fielen auf die Insel herab und verwandelten die Kisse durch Berührung in Stein. So ist es Marios und Luigis Nebenaufgabe, die Kisse zu retten. Zusätzlich gibt es im Spiel die Möglichkeit, an Münzen zu kommen, die sich zum Beispiel in Blöcken befinden. Mit den Münzen kann man sich in verschiedenen Läden Items und Ausrüstung kaufen, welche man im Spiel benötigt, bzw. helfen. Da die Anzahl der Münzen limitiert ist, muss man sich überlegen, wofür man die Münzen ausgibt.

## Rezeption
Mario & Luigi: Dream Team Bros. wurde von der Fachpresse größtenteils positiv aufgenommen. Auf der Bewertungswebsite Metacritic hält das Spiel – basierend auf 75 Bewertungen – einen Metascore von 81 von 100 möglichen Punkten.